# Coprates Catena
Coprates Catena és una formació geològica del tipus catena del quadrangle Coprates de Mart, situat amb coordenades planetocèntriques a -14.37 ° latitud N i 302.13 ° longitud E. Té un diàmetre de 302.06 km i va rebre el nom d'un clàssic d'albedo. El nom va ser fet oficial per la UAI l'any 1973. El terme catena fa referència a una cadena de cràters.